# La Savina
La Savina è un piccolo centro e unico porto dell'isola di Formentera.
A La Savina arrivano e partono i traghetti che collegano l'isola con quella di Ibiza con una percorrenza di circa 30 minuti. Oltre al porto commerciale è dotata anche di un ampio porticciolo turistico dove ci sono alberghi, residence, ristoranti, bar e negozi, l'ufficio turistico e numerosi punti di noleggio auto, moto e biciclette.
Un tempo La Savina era solo un isolotto che fu unito all'isola proprio per la costruzione del porto.
Vi si trova anche l'Estany des Peix, un'ampia laguna con una stretta imboccatura, Sa Boca, larga 20 metri e profonda solo 1 metro.

## Noleggio Auto
Nel porto de La Savina si trovano i principali autonoleggi dell'isola. Alcuni di loro come Avis o Budget aprono tutto l'anno, mentre Europcar o Ok Rent a Car aprono solo nel periodo estivo. Anche la richiesta di moto, scooter o quad a noleggio è molto alta d'estate, per cui si richiede la prenotazione anticipata.